# Baldasare Porto
Baldasare Porto (Italia, 19 de enero de 1923-30 de noviembre de 2013) fue un atleta italiano especializado en la prueba de 4x400 m, en la que consiguió ser subcampeón europeo en 1950.

## Carrera deportiva
En el Campeonato Europeo de Atletismo de 1950 ganó la medalla de plata en los relevos de 4x400 metros, llegando a meta en un tiempo de 3:11.0 segundos, tras Reino Unido (oro con 3:10.2 s que fue récord de los campeonatos) y por delante de Suecia (bronce con 3:11.6 s).